# Herman van Raalte

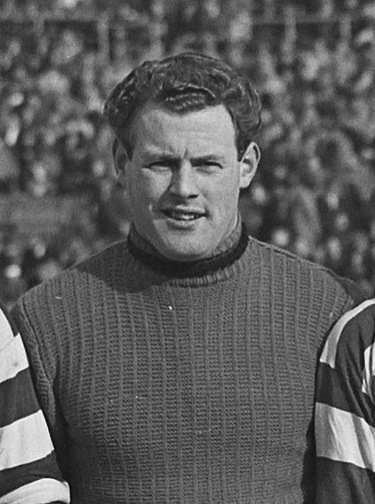
Herman van Raalte (1950)

Herman van Raalte (* 8. April 1921 in Hengelo; † 3. April 2013 in Amsterdam) war ein niederländischer Fußballspieler.

## Leben
Van Raalte spielte zunächst sowohl Handball als auch Fußball, was dem Torhüter im Laufe seiner Fußballkarriere zum Vorteil gereichte. 1942 wechselte er als Fußballspieler von VV Hengelo zu Blauw Wit Amsterdam. Dort avancierte er zum Nationalspieler und, obwohl zwischen 1946 und 1953 insgesamt elf Mal in den Kader der niederländischen Nationalmannschaft berufen, bestritt 1948 beim Aufeinandertreffen mit Belgien sein einziges Länderspiel für die „Elftal“. Hinter Piet Kraak, Frans de Munck und Wim Landman blieb ihm in der Regel nur die Rolle des Ersatzmannes.
Auf Klubebene gelang van Raalte 1950 der größte Erfolg mit Blauw Wit, als der Amsterdamer Klub in der Meisterschaftsendrunde hinter Limburgia Brunssum Vizemeister wurde. 1954 wechselte er zum Profiklub BVC Amsterdam, mit dem er an der Debütsaison 1956/57 der Eredivisie teilnahm. 1957 wechselte er für 7.000 Gulden zurück zu Blau-Wit, der als Aufsteiger fortan ebenfalls in der Eredivisie spielte. Im Alter von 39 bestritt er seine letzte Partie für den Klub. Zudem stand er bei VV Leeuwarden unter Vertrag.
Hauptberuflich war van Raalte als Textilhändler tätig. Anfang April 2013 erlag er kurz vor seinem 92. Geburtstag einer bakteriellen Infektion in Folge einer Operation. Er war bis zu diesem Zeitpunkt der älteste noch lebende niederländische Nationalspieler.